# Constantino Amstalden
Dom Constantino Amstalden (Indaiatuba, 7 de julho de 1920 — São Carlos, 14 de fevereiro de 1997) foi um bispo católico brasileiro, foi o quarto bispo da Diocese de São Carlos, São Paulo.

## Biografia
Nascido numa família de origem suíça da Colônia Helvetia, Dom Constantino foi ordenado presbítero no dia 8 de dezembro de 1947, em Santa Ifigênia. Recebeu a ordenação episcopal no dia 23 de maio de 1971, na Catedral de Campinas, das mãos de Dom Antônio Maria Alves de Siqueira, Dom Ruy Serra e Dom Manuel Pedro da Cunha Cintra.

## Atividades durante o episcopado
- Bispo-coadjutor de São Carlos e Bispo-titular de Hierpiniana (1971-1986);
- Bispo Diocesano de São Carlos (1986-1995);
- Bispo-emérito de São Carlos (1996-1997).

Renunciou ao munus episcopal no dia 25 de outubro de 1995, aos 75 anos, conforme a norma canônica.

## Bispos ordenados

### Ordenações diaconais
- Bruno Gamberini † (1973)
- José Antônio Aparecido Tosi Marques (1973)
- Moacir Aparecido de Freitas (1987)

### Ordenações presbíteros
- José Antônio Aparecido Tosi Marques (1974)
- Bruno Gamberini † (1974)
- Francisco Carlos da Silva (1982)
- Sérgio da Rocha (1984)
- Moacir Aparecido de Freitas (1987)

### Ordenações episcopais
Foi o principal celebrante da ordenação episcopal do seguinte bispo:
- Bruno Gamberini † (1995)

Foi concelebrante da ordenação episcopal de:
- Virgílio de Pauli † (1981)
- Vitório Pavanello, S.D.B. (1982)
- Paulo Antonino Mascarenhas Roxo, O. Praem. † (1990)
- Ercílio Turco † (1990)
- José Antônio Aparecido Tosi Marques (1991)
- Joviano de Lima Júnior, S.S.S. † (1995)